# 鈴木崇巨
鈴木 崇巨（すずき たかひろ、1942年2月18日 - ）は、日本の牧師。聖隷クリストファー大学教授。

## 経歴
三重県桑名市に生まれる。東京神学大学大学院修士、米南部メソジスト大学神学部修士、西部アメリカン・バプテスト神学大学博士。日本基督教団、米国合同メソジスト教団で40年間牧会伝道。
神道と仏教を奉じる日本のノン・クリスチャンの家に生まれる。高校生の時からキリスト教会に通い、24歳で伝道師、牧師となるが、福音伝道に行き詰まり、伝道について学ぶために米国に留学する。
エキュメニカル派の日本基督教団の牧師であるが、ビリー・グラハム伝道協会で伝道について研究し、福音派や聖霊派とも交わりを持つ。教派主義に反対しており、日本において「一人一人をじっくり導いてゆく伝道」を勧めている。
著書の『牧師の仕事』は、キリスト教書でベストセラーになった。

## 著書
- 『牧師の仕事』教文館 2002年（オンデマンド2010年） ISBN 476427213X
- 『キリストの教え――信仰を求める人のための聖書入門』春秋社 2007年
- 『韓国はなぜキリスト教国になったか』春秋社 2012年 ISBN 9784393222065
- 『共同研究　日本ではなぜ福音宣教が実を結ばなかったか』（研究会Fグループ共著：岸義紘、根田祥一、濱野道雄、廣瀬薫）いのちのことば社 2012年
- 『求道者伝道テキスト』地引網出版 2014年
- 『礼拝の祈り――手引きと例文』教文館 2014年
- 『１年で聖書を読破する。永遠のベストセラー《完読法》』いのちのことば社 2016年
- 『一週の祈り』